# Carole Roussopoulos
Carole Roussopoulos (Losanna, 25 maggio 1945 – 22 ottobre 2009) è stata una regista svizzera.
Nei suoi circa quarant'anni di carriera ha realizzato circa 150 documentari sui movimenti di protesta (lotte operaie e antimperialiste, movimento delle donne e degli omosessuali) e su temi poco rappresentati (povertà estrema, senzatetto, tossicodipendenza, carceri, malati terminali), con una prospettiva femminista e umanista.

## Biografia
Carole de Kalbermatten nasce il 25 maggio 1945 a Losanna, in Svizzera e cresce a Sion, nel canton Vallese. 
Dopo aver completato la sua formazione scolastica e iniziato i suoi studi letterari in Svizzera, nel 1967 si trasferisce a Parigi. Nella capitale francese sposa Paul Roussopoulos, un rifugiato politico greco, con cui condivide l'attivismo politico e la passione per la videoarte.
Nel 1970, dopo aver perso il lavoro nella rivista Vogue per aver difeso una sua collega, su consiglio dell'amico scrittore Jean Genet acquista con la liquidazione ottenuta una delle prime videocamere portatili, la famosa Sony Portapak, il cui primo acquirente in Francia era stato Jean-Luc Godard, e inizia a realizzare documentari.
Nel clima di fervore culturale e politico seguito al movimento di protesta del maggio francese e su ispirazione del cinema militante e di controinformazione degli anni sessanta, fonda con il marito un collettivo attivista chiamato Vidéo Out. 
Tra le sue prime realizzazioni vi è un documentario sui palestinesi bombardati per ordine di re Hussein di Giordania durante il Settembre Nero (Hussein, le Néron d'Aman, 1970), filmato con Jean Genet e il rappresentante dell'OLP a Parigi, Mahmoud El-Hamchari.
Nello stesso anno realizza il cortometraggio Genet parle d'Angela Davis (noto in inglese come Angela Davis Is at Your Mercy), nel quale riprende la dichiarazione di Jean Genet dopo l'annuncio dell'arresto di Angela Davis, attivista del Black Panther Party e insegnante di filosofia negli Stati Uniti. Lo scrittore francese testimonia la sua solidarietà nei confronti dell'arrestata e denuncia le politiche razziste degli USA.
Tra il 1973 e il 1976 Roussopoulos insegna video all'Università di Vincennes. Negli anni settanta con la sua videocamera riprende le principali lotte e manifestazioni di protesta, dagli scioperi operai (1973-1976) e le lotte antimperialiste, ai movimenti di liberazione delle donne (Y'a qu'à pas baiser, 1971) e degli omosessuali (Le F.H.A.R. (Front Homosexuel d’Action Révolutionnaire), 1971), alla mobilitazione delle prostitute a Lione nel 1975 (Les Prostituées de Lyon parlent).
Prima della creazione del collettivo specializzato in distribuzione di video di attivisti Mon Œil nel 1975, provvede autonomamente a distribuire le sue videocassette nei mercati, accompagnata dalla cantante Brigitte Fontaine e dalla fisarmonicista Julie Dassin.
Dal 1975 realizza con il collettivo femminista di cui fa parte, Les Muses s'amusent, poi Les insoumuses (Le muse non sottomesse), una serie di documentari sulla rappresentazione delle donne nei media, sul lavoro femminile e sui diritti riproduttivi.
In Maso et Miso vont en bateau espone e denuncia con umorismo le posizioni misogine degli invitati ad una popolare trasmissione televisiva, riuniti in occasione della Giornata internazionale della donna, evidenziando e parodiando i loro commenti, compresi quelli di Françoise Giroud, allora Segretaria di Stato per la condizione femminile.
L'anno successivo dirige con l'attrice Delphine Seyrig il documentario satirico SCUM Manifesto 1967, basato sul Manifesto SCUM scritto dalla femminista radicale Valerie Solanas. Mentre Delphine Seyrig interpreta estratti del pamphlet femminista (l'incompletezza biologica maschile, l'invidia della vagina), Carole Roussopoulos ascolta, parla e scrive, e sullo sfondo scorrono notizie su disastri umanitari e politici, eventi mondiali dominati dagli uomini, a sottolineare la violenza e la stupidità dell'ordine patriarcale.
Nel 1982 con Seyrig e Ioana Wieder apre il Centro Audiovisivo Simone de Beauvoir, dal nome dell'eminente scrittrice e filosofa femminista francese, il primo centro di produzione e archiviazione di documenti audiovisivi dedicati alle donne.
Dalla Svizzera, dove fa ritorno nel 1995, documenta temi tratti dalla realtà locale del suo cantone: la vita delle immigrate, le violenze domestiche, le cure palliative e la vecchiaia. Viol conjugal, viol à domicile (2003), raccoglie le testimonianze di donne violentate dai familiari, un tema già affrontato in Inceste: La conspiration des oreilles bouchées (1988). In Femmes mutilées, plus jamais (2008), realizzato con Fatxiya Ali Aden e Sarah Osman, racconta la storia di due giovani donne di origine somala residenti in Svizzera, circoncise e infibulate da bambine.
Nel 1999 produce Debout! Une Histoire du Mouvement de Libération des Femmes (1970-1980), un lungometraggio con filmati di archivio e interviste alle donne protagoniste del movimento femminista in Francia e Svizzera.
Due anni dopo realizza Cinquantenaire du "Deuxième Sexe", 1949–1999 (2001), in cui riprende momenti dei cinque giorni di incontri dedicati al cinquantesimo anniversario della pubblicazione de Il secondo sesso di Simone de Beauvoir, cui parteciparono ricercatori, accademici, filosofi, sociologi, giornalisti, studenti, scrittori provenienti da tutto il mondo, e in cui raccolse le testimonianze delle donne sul ruolo che il libro ebbe nelle loro vite.
Carole Roussopoulos muore di cancro il 22 ottobre 2009 a Molignon. Il suo documentario, Ainsi va la vie - Cancer : de la peur à l'espoir (2009), raccoglie le testimonianze dei familiari e delle persone malate terminali di cancro seguite da un'associazione svizzera.
L'opera di Carole Roussopoulos è conservata presso la Mediateca Vallese a Martigny (Svizzera) e archiviata presso la Biblioteca nazionale di Francia a Parigi.

## Riconoscimenti
Nel 2001 Roussopoulos è stata nominata Cavaliere (o Cavaliere) della Legion d'Onore in Francia per la sua lunga carriera dedicata al cinema.
Nel 2011 la regista svizzera Emmanuelle de Riedmatten ha realizzato un documentario sulla vita della regista intitolato Carole Roussoupolos, une femme à la caméra.

## Filmografia (parzie)
- LIP (serie di sei video, 1973-1976)
- Y'a qua pas baiser (1973)
- Les Prostituées de Lyon parlent (1975)
- Maso et miso vont en bateau (1975)
- S.C.U.M. Manifesto 1967 (1976)
- Debout! Une histoire du mouvement de libération des femmes (1999)
- Cinquantenaire du deuxième sexe: 1949-1999 (2001)